# Rabiea
Rabiea is een geslacht uit de ijskruidfamilie (Aizoaceae). De soorten uit het geslacht komen voor in Zuid-Afrika.

## Soorten
- Rabiea albinota (Haw.) N.E.Br.
- Rabiea albipuncta (Haw.) N.E.Br.
- Rabiea comptonii (L.Bolus) L.Bolus
- Rabiea difformis (L.Bolus) L.Bolus
- Rabiea jamesii (L.Bolus) L.Bolus
- Rabiea lesliei N.E.Br.

... · 
Antimima · 
Argyroderma · 
Carpobrotus · 
Disphyma · 
Dorotheanthus · 
Gibbaeum · 
Lapidaria · 
Lithops · 
Mesembryanthemum · 
Sceletium · 
Tetragonia · 
...